# Howell Cobb (Politiker, 1772)
Howell Cobb (* 3. August 1772 im Granville County, Province of North Carolina; † 26. Mai 1818 bei Louisville, Georgia) war ein US-amerikanischer Politiker. Zwischen 1807 und 1812 vertrat er den Bundesstaat Georgia im US-Repräsentantenhaus.

## Werdegang
Noch in seiner Jugend kam Howell Cobb nach Georgia, wo er sich in der Nähe von Louisville niederließ. Nach seiner Schulzeit wurde er Fähnrich, Leutnant und später Hauptmann in der US Army. Insgesamt war er zwischen Februar 1793 und Januar 1806 beim Militär. Nach seiner Militärzeit bewirtschaftete er seine Plantage „Cherry Hill“, die er bei Louisville aufgebaut hatte. Gleichzeitig begann er als Mitglied der Demokratisch-Republikanischen Partei von Präsident Thomas Jefferson eine politische Laufbahn. Bei den staatsweit abgehaltenen Kongresswahlen des Jahres 1806 wurde Cobb für das erste Abgeordnetenmandat von Georgia in das US-Repräsentantenhaus in Washington, D.C. gewählt, wo er am 4. März 1807 die Nachfolge von Peter Early antrat. Nach zwei Wiederwahlen konnte er bis zu seinem Rücktritt im Jahr 1812 im Kongress verbleiben.
Cobb hatte sein Mandat niedergelegt, um während des Britisch-Amerikanischen Krieges erneut in der Army dienen zu können. Nach dem Krieg kehrte er auf seine Plantage zurück. Dort ist er nach kurzer Krankheit am 26. Mai 1818 auch verstorben. Er war der Großonkel von Howell Cobb (1815–1868), der unter anderem Gouverneur von Georgia, Kongressabgeordneter, Sprecher des Repräsentantenhauses sowie US-Finanzminister war.